# کیم جی یونگ، متولد ۱۹۸۲
کیم جی یونگ، متولد ۱۹۸۲ (انگلیسی: Kim Ji-young, Born 1982; کره‌ای: 82년생 김지영) یک رمان به نویسندگی چو نام جو است. چو قبلاً فیلم‌نامه‌نویس برنامه‌های تلویزیونی بوده‌است و در مدت دو ماه این کتاب را نوشت و در این باره گفته‌است که «زندگی شخصیت اصلی، کیم جی یونگ، تفاوت زیادی با زندگی من ندارد. به همین دلیل توانستم سریع و بدون آمادگی نه چندان زیادی بنویسم.» این رمان در اکتبر ۲۰۱۶ توسط مینومسا منتشر شد و تا نوامبر ۲۰۱۸ بیش از یک میلیون جلد فروخت.

## فیلم اقتباسی
این کتاب در یک فیلم با حضور جونگ یو-می و گونگ یو به عنوان بازیگران نقش اصلی اقتباس شد. فیلم‌برداری در اوایل سال ۲۰۱۹ آغاز شد و در ۲۳ اکتبر همان سال منتشر شد.